# Janet Achurch
Janet Achurch (Chorlton-on-Medlock, 17 gennaio 1864 – Ventnor, 11 settembre 1916) è stata un'attrice britannica.

## Carriera
Debuttò all'Olympic Theatre di Londra nel gennaio 1883. Nel 1885 si unì alla compagnia teatrale di Frank Benson che la scritturò per diverse parti da protagonista, in varie tragedie di Shakespeare, e in The Lady of Lions di Edward Bulwer-Lytton e in The Corsican Brother di Dion Boucicault. Nel 1886 sposò l'attore Charles Charrington, anch'egli appartenente alla compagnia di Benson. Tra il 1887 ed il 1888 alternò alcune recite nei teatri londinesi a diversi rappresentazioni con altre compagnie in tutto il territorio inglese. Nel 1889, a soli ventitre anni, le venne affidato l'incarico di manager del Novelty Theatre di Londra, dove apparve il 7 giugno di quello stesso anno nella prima produzione inglese di Casa di bambola di Henrik Ibsen nel ruolo di Nora. Questa parte rappresentò un punto di svolta nella sua carriera ma fu altrettanto importante per far apprezzare il teatro di Ibsen da parte della critica anglosassone.
Il 5 luglio 1889 insieme al marito partì per un tour di due anni in tutti i teatri dell'Australia, ma il successo fu tale che li portò anche nei teatri della Nuova Zelanda, dell'Egitto e dell'India.
Mentre era in Egitto, l'attrice ebbe un tragico incidente rischiando la vita nel dare alla luce un neonato morto, e, per superare il dolore di quel trauma le venne prescritto l'uso di morfina, dalla quale divenne rapidamente dipendente. Nonostante la salute precaria e lo stato di depressione in cui era caduta, al suo ritorno in patria nel 1892 la Achurch si immerse in un fitto programma di impegni teatrali. Nel novembre del 1896, nonostante fosse nuovamente in stato di gravidanza, l'attrice decide di recitare il ruolo di Rita nel nuovo dramma di Ibsen, Il piccolo Eyolf, che comprendeva nella produzione anche le attrici Mrs Patrick Campbell e Elizabeth Robins.
Nel 1897 la Achurch accettò il ruolo di protagonista nel dramma Candida di George Bernard Shaw, suo grande ammiratore, che aveva scritto nel 1894 l'opera tenendo in mente Janet Achurch per costruire il suo personaggio principale. Quando Shaw offrì nel 1895 all'attore americano Richard Mansfield di recitare nel dramma a patto di scritturare la Achurch nel ruolo di Candida, Mansfield rifiutò e l'opera rimase non rappresentata. L'attrice fece finalmente il suo debutto nel ruolo di Candida presso il His Majesty's Theatre di Aberdeen il 30 luglio 1897 come fase iniziale di una lunga tournée in provincia, mentre la prima rappresentazione londinese si tenne al Royal Strand Theatre il 1º luglio 1900 con il patrocinio della Stage Society. Nello stesso teatro, sempre per la Stage Society, il 16 dicembre 1900 la Achurch esordì come protagonista in Captain Brassbound's Conversion  di Shaw.
Nel 1902 recitò nel ruolo di protagonista nel nuovo dramma di Ibsen La donna del mare e nel 1911 recitò nuovamente in una nuova produzione di Casa di bambonla, questa volta non nel ruolo principale di Nora ma in quello secondario della Signora Linde. 
Il 15 maggio 1903 esordì con un proprio adattamento del racconto Yvette di Guy de Maupassant su incoraggiamento di George Bernard Shaw, che tuttavia fu l'unica rappresentazione dell'opera.

## Ritiro dalle scene e morte
L'ultima apparizione londinese della Achurch fu nell'ottobre 1913 con il personaggio di Merete Beyer nell'opera di John Masefield The Witch, un adattamento di un'opera dello scrittore e drammaturgo norvegese Hans Wiers-Jenssen. Alla fine della rappresentazione l'attrice annunciò il suo ritiro dalle scene e morì, all'età di cinquantadue anni, per una intossicazione da morfina, nella sua casa di Ventnor, sull'Isola di Wight, l'11 settembre 1916.